# Pretoria Chinese School
Pretoria Chinese School is een Chinese school in Pretoria, Zuid-Afrika. Het werd in 1934 gesticht door een groep Chinese Zuid-Afrikanen. Dit vanwege het voortzetten van de Chinese taal en cultuur op hun nageslacht. De apartheid in het land heeft ook een rol gespeeld voor het ontstaan van de school. De school geeft naast Chinese taal en cultuur ook les in regulier basis- en middelbaar onderwijs. Sinds de afschaffing van apartheid wordt de school door allerlei Zuid-Afrikaanse bevolkingsgroepen bezocht. De school is voorstander van Republiek China (Taiwan).
In mei 2007 bezocht een delgatie van de Ambassade van Volksrepubliek China te Zuid-Afrika met onder andere ambassadeur Zhong Jianhua (鍾建華) de school. De ambassade doneerde tevens boeken voor Chinees onderwijs. De school had in 2010 ongeveer 350 leerlingen en het percentage dat na de zomervakantie in een hogere klas terechtkomt ligt rond de honderd. De school heeft een eigen schoolgebouw dat gebouwd is in Chinese stijl.
De school heeft het onderwijs verdeeld in twaalf jaren, van klas 1 tot de vroege middelbare school.
Jaarlijks wordt bij het schoolgebouw het Drakenbootfestival en het Dubbel Tienfestival gevierd, wat wel tweehondervijftig Chinezen trekt.